# Participation de la Colombie dans la guerre de Corée

Emblème du bataillon Colombia, l'unité d'infanterie déployé par la Colombie en Corée.

La participation de la Colombie dans la Guerre de Corée désigne l'aide militaire fournie par la Colombie à la coalition internationale appuyant les États-Unis et le gouvernement de la Corée du Sud durant la guerre de Corée (1950-1953).

## Contexte
Le 25 juin 1950, l'armée nord-coréenne franchit le 38e parallèle et envahit la Corée du Sud. C'est une surprise totale pour la Corée du Sud, dont l'armée d'à peine 38 000 hommes répartis sur 4 divisions d'infanterie est aux deux tiers en permission, et pour les États-Unis, qui protègent le pays en vertu de leur politique d'endiguement dirigée contre les pays communistes.
Au Conseil de sécurité des Nations unies, les États-Unis, profitant de l'absence de l'Union soviétique (politique dite du « siège vide », pour dénoncer le refus américain d'admettre la Chine communiste au Conseil), firent adopter le 27 juin 1950 la résolution 83 condamnant l'agression nord-coréenne. Le 7 juillet, la résolution 84 leur confia le commandement d'une force onusienne. Immédiatement, le secrétaire de l'Organisation des Nations unies demande l'assistance des forces alliées. Des pays comme l'Australie, la Belgique, le Luxembourg, le Canada, la Grèce, les Pays-Bas, la France, la Turquie, entre autres répondent à l'appel. La Colombie est le seul pays d'Amérique latine à envoyer des troupes pour la guerre de Corée,.
Le gouvernement de Laureano Gómez, qui était alors en froid avec le monde occidental à la suite de son soutien à l'Espagne franquiste, offre une unité navale aux forces alliées et, deux semaines plus tard, ajoute l'engagement d'un bataillon d'infanterie, qui n'existait pas encore. La frégate ARC Almirante Padilla de la classe Tacoma de la Marine colombienne navigue de Carthagène des Indes jusqu'à la base navale de San Diego, en Californie, sous le commandement du capitaine de corvette Julio Cesar Reyes Canal, afin d'accélérer sa réparation et son équipement pour des missions de guerre et former de son équipage. Concernant le corps d'infanterie, le décret 3927 de décembre 1950 créé le bataillon d'infanterie no 1 « Colombia », placé sous l'autorité de l'armée des Nations unies en Corée.

## Déroulement

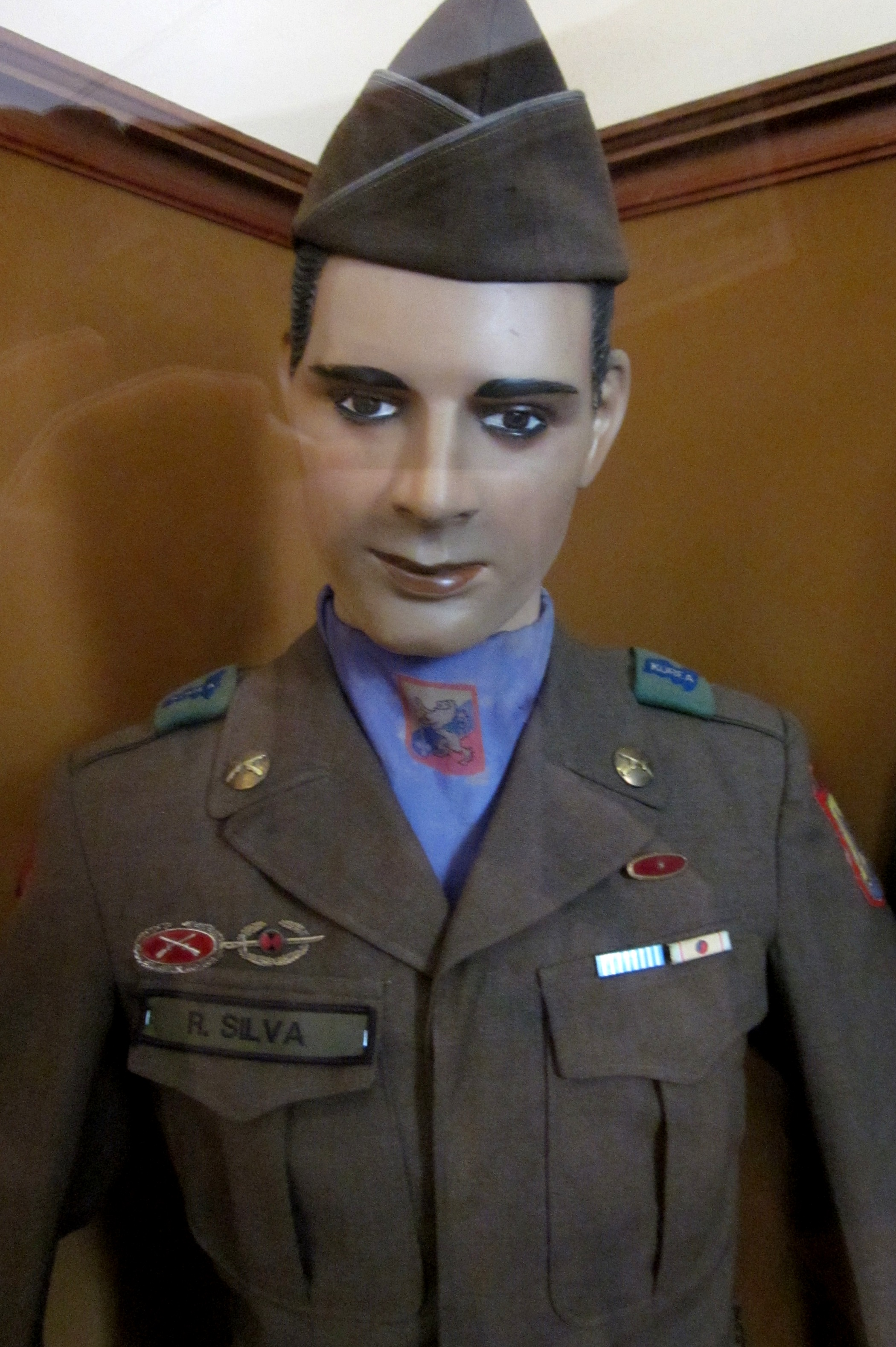
Uniforme du bataillon Colombia utilisé durant son séjour en Corée.

Après entrainement, le bataillon colombien qui a rejoint la Corée du Sud en mai 1951 a rejoint le 21e régiment d'infanterie des États-Unis le 1er août 1951. Il a été engagé dans plusieurs batailles et a reçu une Presidential Unit Citation. En 1952, le 21e régiment d'infanterie redéployée, le Bataillon Colombie a été transféré au 31e régiment d'infanterie.
Sur les 4 314 combattants colombiens ayant pris part au conflit asiatique, 111 officiers et 590 sous-officiers ont participé à des opérations de guerre et le reste dans le respect de l'armistice[réf. nécessaire].

## Conséquences

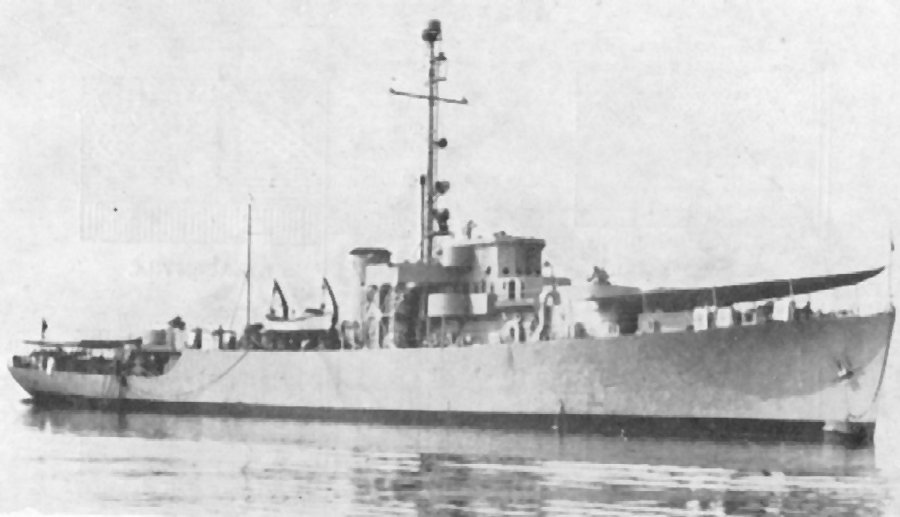
La frégate ARC Almirante Padilla (CM 51) (ex-USS Groton (PF-29)) en 1953.

Le bilan final de la guerre pour la Colombie donne des chiffres légèrement divergent selon les sources. Il est de 196 morts ou disparus et plus de 400 blessés pour la BBC qui à sans doute comptabilisé les prisonniers de guerre, et de 163 tués, 2 disparus, 28 prisonniers libérés à l’armistice et 443 blessés selon le journal colombien El Tiempo. 
Cela permit à la Colombie de figurer dans la liste des nations libres défenseurs de la liberté et de la démocratie selon le profil politique de l'époque. Pour une petite armée,  près de mille professionnels, répartis à leur retour dans tous les corps de troupes du pays, signifia une injection majeure de modernité[incompréhensible].
En général, le niveau logistique de l'armée colombienne fut le premier bénéficiaire, corrigeant les carences et les lacunes en matière d'évacuation des blessés, des morts et du matériel de guerre, d'entretien du matériel et de performance des unités au service de l'ordre public. Toutes ces tactiques et techniques de combat mises en œuvre participèrent aux efforts de contrôle de l'ordre public intérieur, qui est durement touché par le banditisme croissant et de la formation de guérillas et les groupes de résistance civile et armée au milieu du XXe siècle durant l'époque de La Violencia.
De nombreuses publications militaires ont paru sur les expériences de la guerre, ainsi que plusieurs nouvelles chaires dans les écoles pour les officiers militaires qui ont participé à la guerre.
Selon la version officielle des officiers supérieurs des armées impliquées, et du gouvernement colombien, « La participation de l'armée colombienne, était essentielle pour résoudre la guerre de Corée, ils ont offert leurs services à la nation et au monde entier en collaborant à cette mission importante et en ramenant la paix mondiale ».
La participation de la Colombie dans la guerre laissa un fort impact international pour l'avenir des relations avec les États-Unis dans le contexte de la guerre froide.
Après son redéploiement en Colombie en 1952 le bataillon est impliqué dans "La Violencia", sanglante guerre civile qui voit s'affronter le gouvernement conservateur et les insurgés libéraux ou communistes. Le principal fait d'armes du bataillon est de massacrer, à la faveur d'une expédition partie de Bogota, un millier de paysans dans une région réputée "communiste" dans le département de Tolima, à l'ouest du pays.